# Aek Loba Afdeling I
Aek Loba Afdeling I is een bestuurslaag in het regentschap Asahan van de provincie Noord-Sumatra, Indonesië. Aek Loba Afdeling I telt 2935 inwoners (volkstelling 2010).